# Treppo Grande
Treppo Grande is een gemeente in de Italiaanse provincie Udine (regio Friuli-Venezia Giulia) en telt 1781 inwoners (31-12-2004). De oppervlakte bedraagt 11,3 km², de bevolkingsdichtheid is 159 inwoners per km².

## Demografie
Treppo Grande telt ongeveer 757 huishoudens. Het aantal inwoners steeg in de periode 1991-2001 met 2,9% volgens cijfers uit de tienjaarlijkse volkstellingen van ISTAT.
| Jaar | Inwoneraantal |
| ---- | ------------- |
| 1991 | 1704          |
| 2001 | 1754          |

## Geografie
De gemeente ligt op ongeveer 231 m boven zeeniveau.
Treppo Grande grenst aan de volgende gemeenten: Artegna, Buja, Cassacco, Colloredo di Monte Albano, Magnano in Riviera, Tricesimo.